# 라디오 타임스
《라디오 타임스》(Radio Times)는 영국의 주간 텔레비전 및 라디오 프로그램 안내 잡지로, 당초 1923년에 창간되어 2011년 BBC 매거진 지부가 이미디에이트 미디어 컴퍼니로 합병될 때까지 BBC 매거진스가 사내 발행해 왔다.